# Золотовалютні резерви Національного банку України

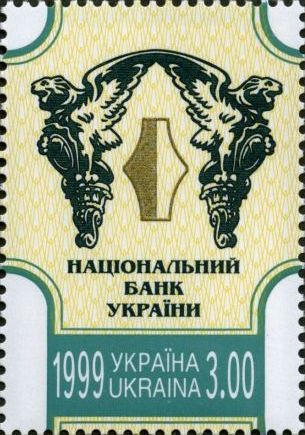
Поштова марка «НБУ», 1999 рік

Золотовалютний резерв (за іншим офіційним законодавчим визначенням - Міжнародні резерви) — резерви України, відображені у балансі Національного банку України, що включають в себе активи, визнані світовим співтовариством, як міжнародні і призначені для міжнародних розрахунків. 
До міжнародних резервів належать активи, які:
1) управляються Національним банком як центральним банком України та особливим центральним органом державного управління, який проводить грошово-кредитну політику України;
2) є ліквідними активами високої якості, які можуть бути куплені, продані та погашені за резервну валюту;
3) є активами, які вже наявні. Потенційні активи не включаються до резервних активів;
4) є вимогами до нерезидентів за винятком золота у зливках;
5) мають номінал та погашаються в резервних валютах або у золоті.
Міжнародні резерви відображаються в фінансовій звітності Національного банку відповідно до міжнародних стандартів фінансової звітності.

## Призначення міжнародних резервів
Міжнародні резерви є визнаний світом та підтверджений часом спосіб підтримки державою валютного курсу, а також важливий інструмент для підтримки захисту держави в разі війни чи збройної агресії.
Основна мета та ціль міжнародних резервів  - це створення калитки в загальнодержавному масштабі, яку можна використати на цілі, що відповідають цілям держави.
Приклад 1: В результат збройної агресії Російської Федерації в 2014 році міжнародні резерви були витрачені на підтримку стрімкого падіння курсу національної валюти України та закупівлю озброєння для української армії. Це можна побачити з даних, які наведені нижче.
Приклад 2: Для підтримки щоденного коливання курсу гривні необхідні вільні кошти для вливання їх на міжбанківський валютний ринок задля підтримки цього курсу на певному рівні. Оскільки функції підтримки курсу гривні покладено на НБУ, то цей орган державного управління повинен мати якусь суму вільних коштів, які є високоліквідними активами. Або якісь інші високоліквідні активи, які можна швидко продати та отримати іноземну валюту (золото, облігації США, СПЗ тощо).протягом годин чи максимум днів. Таким чином, існування міжнародних резервів є необхідністю для реалізації зазначеної цілі. Це призначення міжнародних резервів прямо вказано в статті 36 ЗУ "Про Національний банк України", а саме:  "Для регулювання курсу гривні щодо іноземних валют Національний банк використовує золотовалютний резерв, купує і продає цінні папери, встановлює і змінює ставку рефінансування та застосовує інші інструменти регулювання грошової маси в обіг".

## Активи, що входять в міжнародні резерви
Міжнародні резерви складаються з таких активів:
1) монетарне золото;
2) СПЗ (спеціальні права запозичення);
3) резервна позиція в МВФ;
4) іноземна валюта у вигляді банкнот і монет або кошти на рахунках за кордоном;
5) цінні папери (крім акцій), що оплачуються в резервній валюті;
6) будь-які інші міжнародно визнані резервні активи за умови забезпечення їх надійності та ліквідності.

## Джерела формування

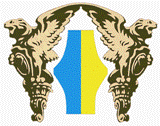
Логотип НБУ